# Moto Guzzi

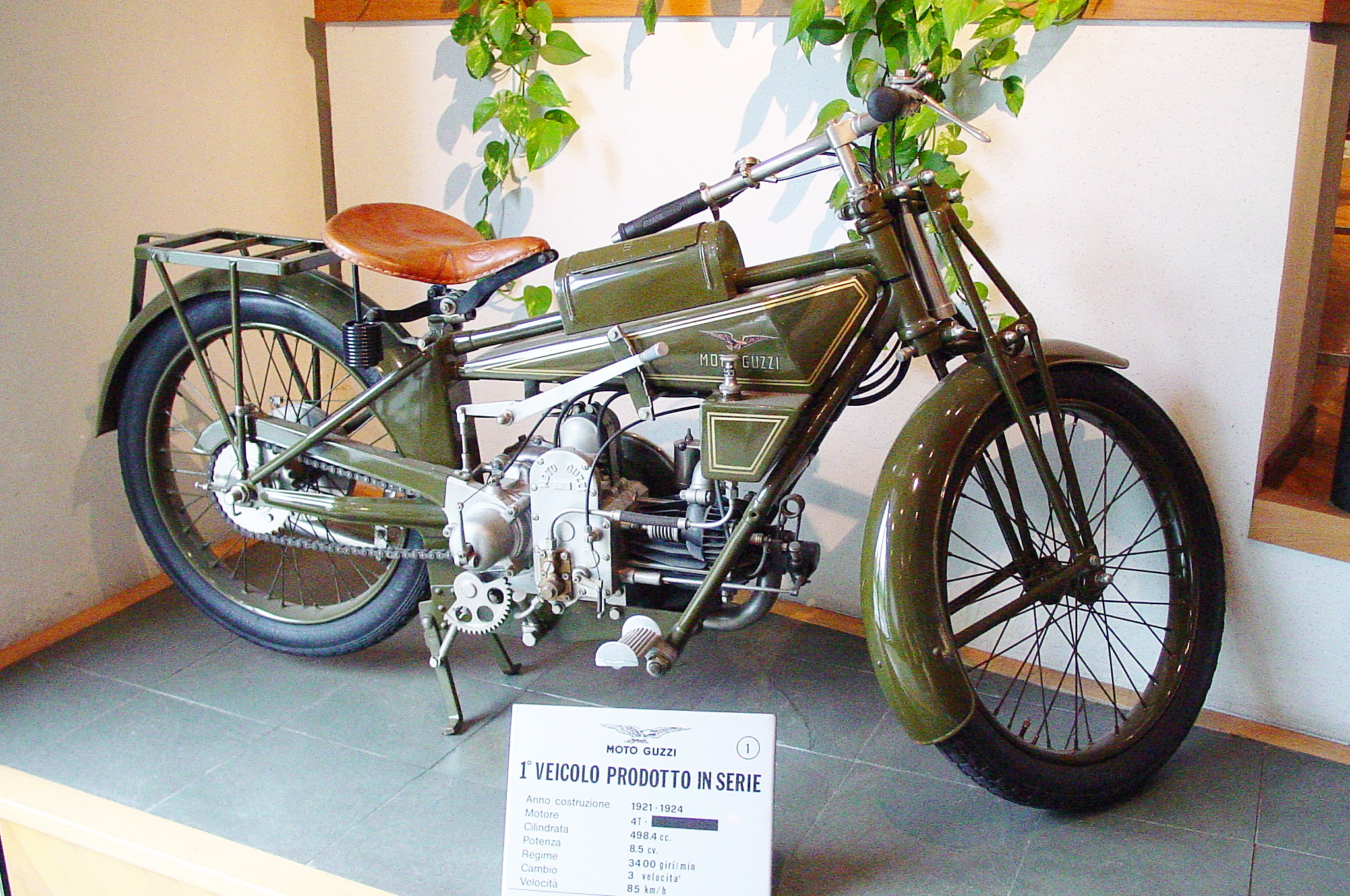
Primer modelo de serie, Museo Guzzi.

Moto Guzzi (en Italia también conocida como Guzzi a secas) es un fabricante italiano de motocicletas. Fue fundada el 15 de marzo de 1921 por Carlo Guzzi, Giorgio Parodi (pilotos de aviación asignados al mismo escuadrón en las afueras de Venecia ) y el mecánico Giovanni Ravelli. A lo largo del tiempo, la firma ha sido controlada por diferentes empresas y en el año 2004, pasa a formar parte del Grupo Piaggio (vuelve a ser controlada por capitales italianos), y en 2005, Daniele Bandiera, es nombrado director general de Moto Guzzi SpA. 
La compañía ha producido más de 50 modelos a partir de su fundación y durante años, se ha especializado en la fabricación de motores de dos cilindros en V a 90 º. En raras ocasiones, sus motores fueron instalados en vehículos de otros pequeños fabricantes de motocicletas especiales como por ejemplo: Magni, Ghezzi & Brian, Desoto y Mako Shark.
En la actualidad (año 2012), continúa su producción en la misma ciudad de origen.

## Historia
Durante la Primera Guerra Mundial, dos pilotos de avión de la Fuerza Aérea Italiana, Giorgio Parodi, Giovanni Ravelli y el mecánico Carlo Guzzi, se asocian para fundar la ‘Societá anónima Moto Guzzi’, en Mandello del Lario, una pequeña población en la provincia de Lecco, a orillas del Lago de Como, Italia Sin embargo, establecen su domicilio legal en la ciudad de Génova. Además, acuerdan utilizar como logotipo de la empresa un águila (el mismo utilizado por el Servicio Aeronáutico del Ejército y la Aviación Naval de la Marina Real Británica), en homenaje a su amigo Giovanni, que, irónicamente pierde la vida en un accidente aéreo una vez finalizada la guerra.
El dinero necesario para iniciar la sociedad, lo aporta Emanuele Vittorio Parodi, padre de Giorgio Parodi, otorgándoles un único préstamo de 2000 liras.
En 1946, la sociedad se denomina formalmente como ‘’Moto Guzzi SpA’’, con Giorgio Guzzi como Presidente.

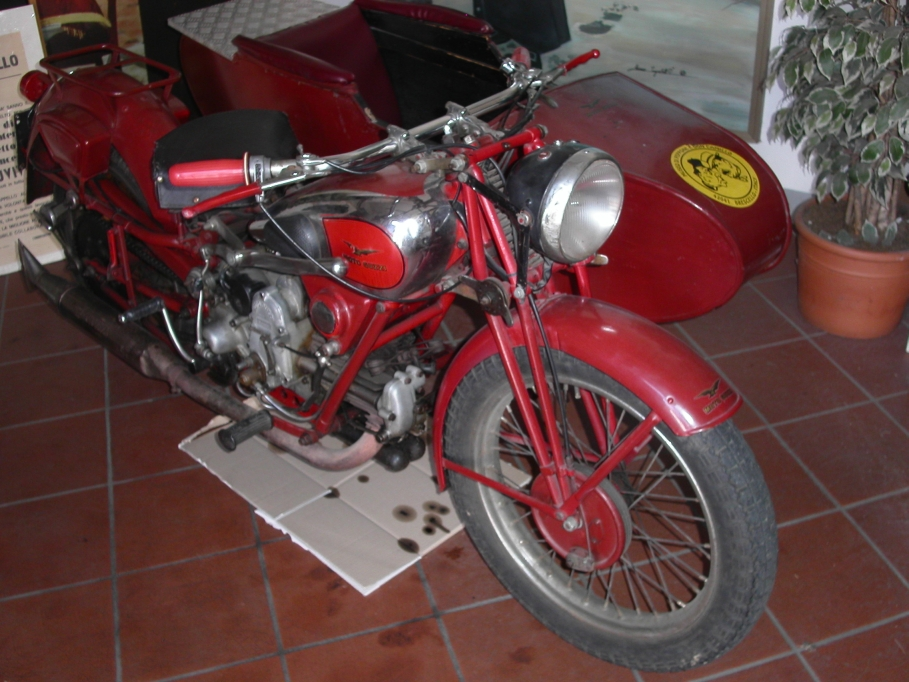
Moto Guzzi, Museum of Brescello.

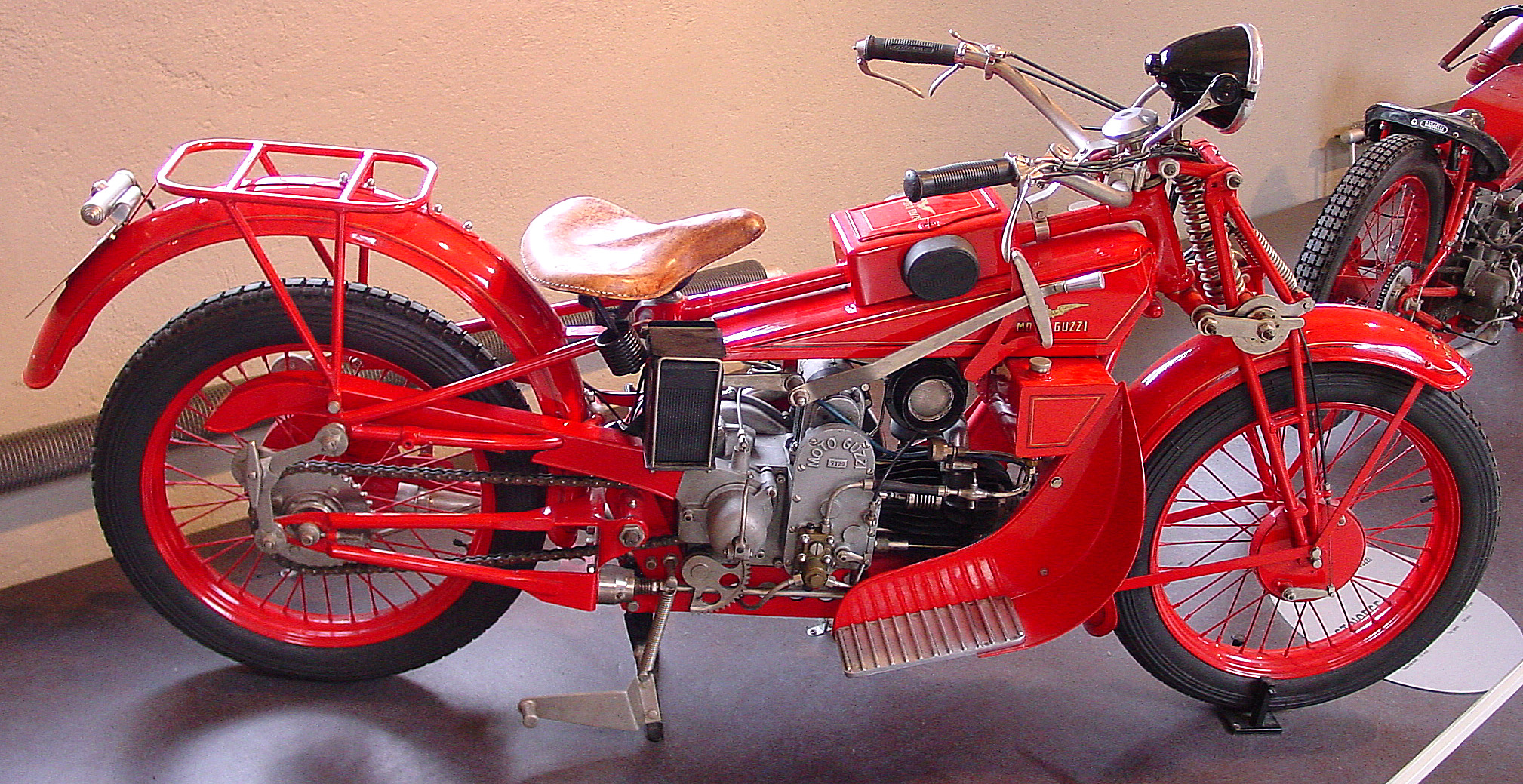
The GT Norge, Moto Guzzi Museum, Mandello del Lario, driven 4000 mi to the Arctic Circle in 1928.

La primera motocicleta fue la G.P. (por Guzzi-Parodi). 
Se construye como un prototipo en el taller de motores del mecánico Giorgio Ripamonti, donde Carlo Guzzi toma sus primeras clases de mecánica y queda fascinado por las dos ruedas. El nombre de "GP" se cae de inmediato y se transforma, con el consentimiento unánime de todos los accionistas, en la Moto Guzzi. Además evita malentendidos con las iniciales, ya que Guzzi-Parodi y Giorgio Parodi tienen iguales iniciales. Se construyeron 17 unidades y poseían el emblema de la fábrica. Se conoció como el modelo ‘normale’. El motor 4 tiempos era un monocilíndrico con 2 válvulas y 500 cc, tenía una potencia equivalente a 8 CV y podía superar la velocidad de 80 km/h. Un valor considerable para una motocicleta de esa época. Además, hasta 1934, cada motor llevaba la firma de quien lo había construido y fue utilizado por casi 45 años con diferentes configuraciones.
Este primer modelo, tenía algo innovador, una característica de vanguardia que nunca ha sido abandonada por Moto Guzzi a lo largo de toda su historia: fue la primera motocicleta de la historia con un caballete central para estacionarla.

## Primeras carreras
Según los planes de los fundadores, la Moto Guzzi logra promoción gracias a los triunfos en las carreras de Grand Prix de motocicletas.
En 1935, corren una carrera en la Isla de Man, y obtienen la victoria en las categorías Senior TT (motos de 500cc), y Ligthweight (motos de 350cc). En ambos casos el piloto fue Stanley Woods, que hasta el año anterior fuera piloto de la marca Husqvarna.
Hasta mediados de 1940, el tradicional motor monocilíndrico de 500cc y 4 tiempos, fue el de mayor rendimiento vendido al público. Sin embargo, a los corredores, Moto Guzzi entrega los motores con árbol de levas variable, multi válvulas y con cilindros de diferente diseño.
En la década de 1950, Moto Guzzi, junto a Gilera y Mondial, dirigen el mundo de las carreras de Gran Prix. Entre 1953 y 1957, obtienen los 5 campeonatos en 350cc, beneficiados por la confiabilidad de sus motores y el bajo peso de las motos. Sin embargo, se dan cuenta de que el bajo peso, por sí solo, no será suficiente para seguir ganando carreras, por lo que se le encarga al Ing. Giulio Cesare Carcano el diseño de un motor de 500cc pero con los cilindros en V y posición transversal, lo que lo convertiría en el más complejo de la época. A partir de allí, y a pesar de haber obtenido los mejores tiempos y posiciones de salida, a menudo no logra terminar las carreras por problemas mecánicos. En la temporada siguiente, y debido al incremento en los costos y la disminución en las ventas, Moto Guzzi se retira de las competencias (Gilera y Mondial hacen lo propio). Hasta su retiro, Moto Guzzi ganó 3329 carreras oficiales, 8 Campeonatos Mundiales, 6 copas de Constructores y 11 victorias en Isla de Man.
El período de la Posguerra, fue tan difícil en Mandello del Lario como en el resto de Europa. La solución fue la producción de un producto de bajo costo, por lo que en 1946, comienza a producirse la Motoleggera; una pequeña motocicleta de 65cc que se convirtió en muy popular en toda Italia. También se producía la Galletto, una pequeña motocicleta con motor de 175cc y 4 tiempos. También tuvo buena aceptación. Aunque estos productos eran muy modestos para la empresa, siguen contando con la innovación Guzzi y su compromiso con la calidad. La Galletto, inicialmente incluyó un manual, un pedal para realizar los cambios con el pie, 3 velocidades y 160 cc. Hacia finales de 1952 pasó a tener 4 velocidades y 175 cc. En 1954 el motor pasó a ser de 192 cc, y en 1961 se le incorpora el arranque eléctrico.
Moto Guzzi limitó sus esfuerzos a penetrar en el importante mercado del scooter ya que la popularidad de la motocicleta se desvaneció después de la Segunda Guerra Mundial. Sin embargo los constructores de scooters de otras marcas italianas, no iban a tolerar la incursión de Moto Guzzi. Al incorporar grandes ruedas en el primer scooter, Guzzi compitió menos directamente con los fabricantes de scooters de ruedas pequeñas tales como Piaggio, (Vespa) y Lambretta. 
Cuando Guzzi desarrolla su propio prototipo para un scooter de ruedas pequeñas, Lambretta responde con un prototipo de una pequeña motocicleta con un motor bicilíndrico en V, que amenaza a competir directamente en el terreno de Moto Guzzi. Finalmente ambas compañías pactan un acuerdo: Guzzi nunca produciría su scooter de ruedas pequeñas si Lambretta no fabricaba la motocicleta de motor en V. Cabe destacar que la transmisión que diseñó Lambretta en su prototipo de motocicleta de 1953, era muy similar a la V-Twin Drive que Moto Guzzi "desarrolló", curiosamente, diez años más tarde. En última instancia, se convirtió en el ícono de la empresa.

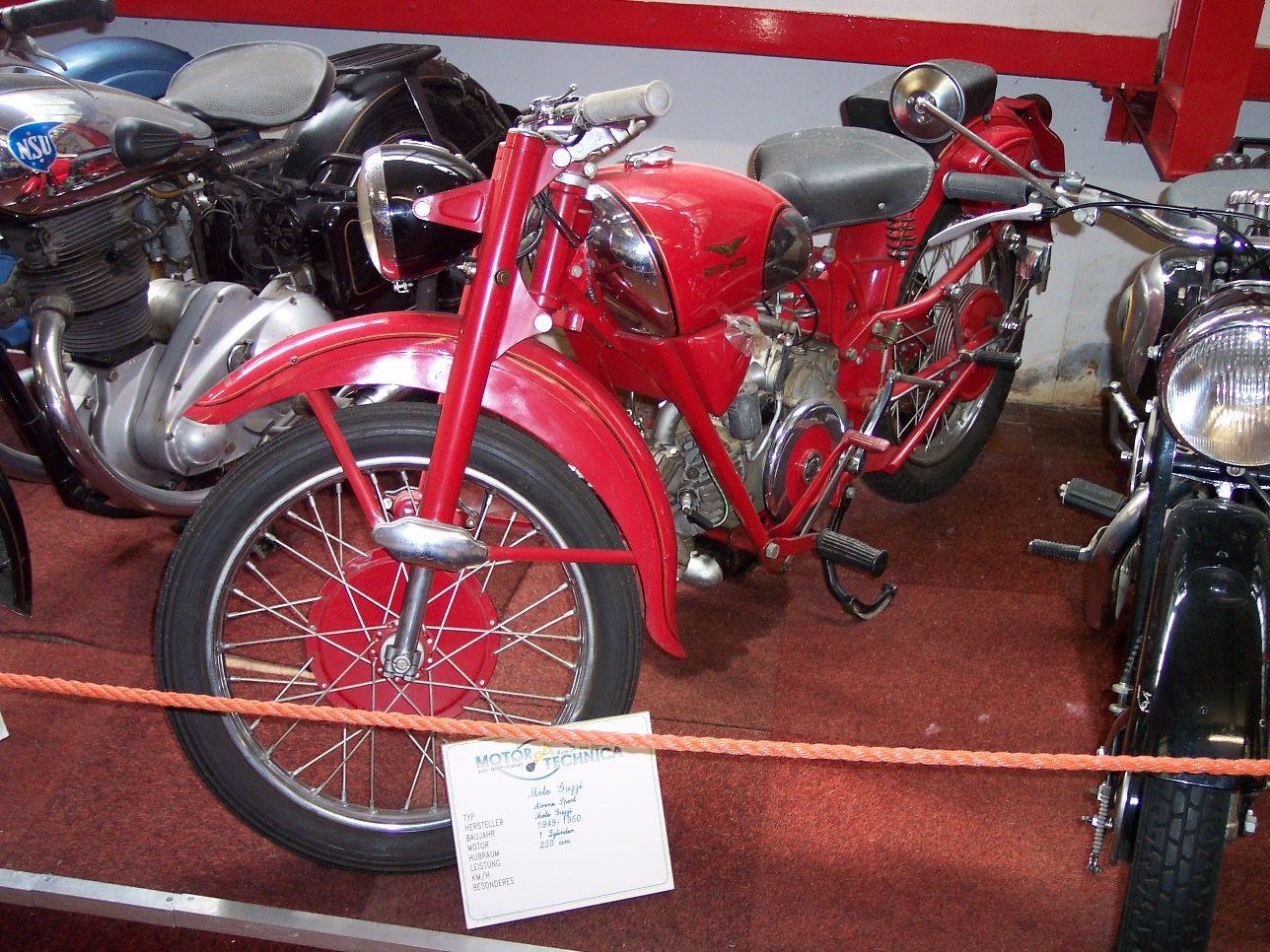
Moto Guzzi Airone Sport 1949.

En 1964, la empresa se encuentra en plena crisis financiera. Emanuele Parodi y su hijo Giorgio habían muerto, Carlo Guzzi, se había retirado a la vida privada, y la dirección de la empresa pasó a Enrico Parodi, hermano de Giorgio. Finalmente Carlo Guzzi, muere el 3 de noviembre de 1964, en Mandello del Lario, después de una breve estancia en el hospital en Davos.

## 1967-1973 - Los años Seimm

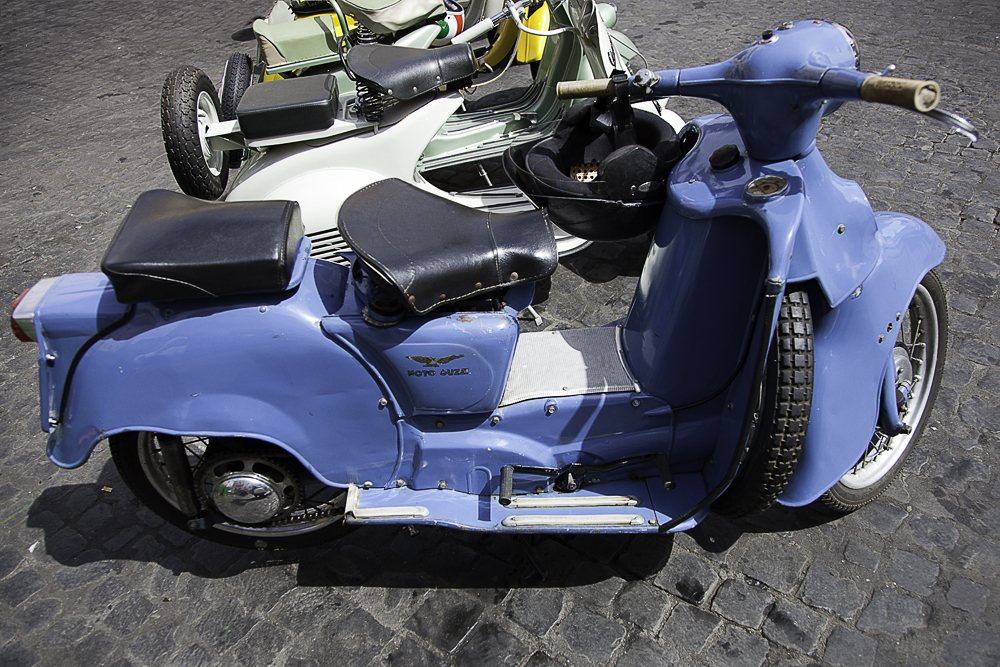
Moto Guzzi's Large Wheel Scooter

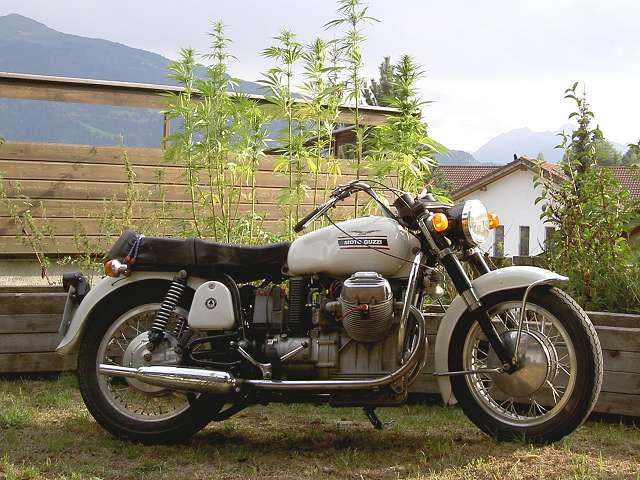
Moto Guzzi, V7 750 Speciale from 1969

En febrero de 1967, nace SEIMM (Società Esercizio Industrie Moto Meccaniche), un ente controlado por el Estado que toma posesión de Moto Guzzi. La SEIMM lleva a Moto Guzzi a un cambio en su producción lejos de las motocicletas y los automóviles. La compañía se centra en los ciclomotores populares ligeros como el Dingo, Trotter y la motocicleta de 125 cc Stornello. 
Además durante los años SEIMM, Guzzi desarrolla el motor en V a 90 º OHV refrigerado por aire, que había diseñado el Ing. Giulio Cesare Carcano allá por la década de 1960, y que se convertiría en el icono de la Moto Guzzi.
A pesar de que Moto Guzzi ha utilizado motores en variadas configuraciones, ninguno ha llegado a representar a la empresa tanto como ese motor situado en forma longitudinal y proyectando los cilindros a ambos lados de la moto. El mismo comenzó con 700 cc y 45 CV (34 kW), diseñados para ganar un concurso patrocinado por el gobierno italiano para una moto nueva para la policía. El robusto motor en V, era un claro ganador, lo que provocó que Moto Guzzi renovara su competitividad. Este motor utilizado desde 1967 por Moto Guzzi, se ha desarrollado continuamente. En 1971 Lino Tonti, rediseña este motor y llega a los 1200 cc y 80 CV (60 kW), equipando las versiones más modernas que ofrece Moto Guzzi actualmente (2006). También sigue manteniendo su posición transversal lo que crea un efecto giroscópico ligero, dando a la moto mayor estabilidad y un comportamiento ligeramente asimétrico en los giros.

## 1973–2000 – Los años de De Tomaso
Después de experimentar dificultades financieras en la década de 1960, De Tomaso Industries Inc. (DTI grupo o DTI), propiedad del empresario argentino Alejandro de Tomaso, fabricante de coches deportivos y de lujo, compra la SEIMM, junto con Benelli y Maserati en 1973. Bajo la administración de De Tomaso, Moto Guzzi vuelve a ser una empresa rentable, aunque algunos reportes indican que es un periodo de escasa inversión en Moto Guzzi, que es atribuido a que DTI prioriza las empresas de automóviles.
Sin embargo, en 1976 Guzzi, lanza al mercado el modelo Le Mans 850. Una motocicleta que era una obra maestra de estilo y aún hoy es considerada como uno de los más emblemáticos y solicitados productos de todas las Guzzis. Un éxito comercial que compite con otras supermotos italianas, y que dio lugar a cuatro modelos posteriores: la Mark II, III, IV y culmina en la década de 1990 con la V. El modelo inicial es ampliamente conocida pero de forma incorrecta como la Mark I. Técnicamente, se trata simplemente de la primera Le Mans 850. El nombre fue dado en homenaje a la famosa carrera de resistencia de 24 horas que se disputa en ese circuito de carrera en Francia. La Mark I tenía dos series de producción, con ligeras modificaciones. La Serie 1, utilizaba una luz trasera redondeada e incluía una luz indicadora de accionamiento del freno, esto lo poseían diversas motos italianas de la época. Se construyeron menos de 2000 unidades, y fue la Guzzi más deseable de la época. De la Serie 2, se produjo un total de alrededor de 4000 unidades, y utilizaba un reflector trasero cuadrado diseñado por el propio De Tomaso. Esto también fue utilizado en la Mark II y los modelos SP. El guardabarros trasero era más grande y fue el mayor cambio entre la serie 1 y 2. Además otras modificaciones incluían un odómetro parcial, bajos negros en la horquilla, un asiento doble generoso que reemplazó al de la serie anterior que poseía un asiento para el piloto y otro para quien viajaba detrás, un silenciador protegido y tapa de combustible. El coste adicional en comparación con el modelo T3, se justificaba por los elementos de desempeño, tales como pistones de alta compresión con válvula de admisión y escape más grandes, y un carburador Dell'Orto de 36 mm con una bomba sin filtro gris. La mayoría de las motos MKI, eran de color rojo brillante, pero también hubo un número pequeño de color azul hielo metalizado y un número más pequeño aún de la serie 2 de color blanco.
En 1979 aparece una edición limitada de unidades con un motor de 2 cilindros en V, refrigerado por aire, diseñado por el Ingeniero Lino Tonti, y fue presentada como la V35. Radical cuando se presentó, el diseño poseía cárter dividido horizontalmente y cabeza de pistón cóncava. El primero, era una característica común del diseño contemporáneo japonés de motocicletas, mientras que el último fue ampliamente utilizado en motores de automóviles. Ambas características permitían la producción en serie más eficiente y también el diseño del motor y los componentes asociados reducían el peso de 249 kg (548 lbs) de la contemporánea 850 T3 a 175 kg (385 lbs) de la V35.
La potencia de la original V35 (35 CV/26 kW), le permitía competir con motores de cilindrada mayor (V50, V65, V75) pero fue rápidamente superado por los motores refrigerados por agua.
Como Guzzi continuó desarrollando el V-TWIN, el poder se incrementa a mediados de 1980, cuando produce en serie el motor de cuatro válvulas y de "block pequeño". De ellos, el 650 y 750 se clasificaron en la categoría de 60 CV (45 kW) y 65 CV (48 kW), respectivamente. La producción del motor 4 válvulas de "block pequeño" culmina a finales de 1980.
Las motos Guzzi, han usado un sistema hidráulico de frenado integrado, donde el disco delantero derecho funciona con la palanca del manillar, mientras que el disco delantero izquierda y el disco trasero se accionan con el pedal de freno.
Todavía bajo la tutela de De Tomaso, en 1988, Benelli y SEIMM, se fusionan para crear 'Guzzi Moto Benelli (GBMSpA)'. Durante este período, Moto Guzzi existe como una entidad dentro de la propiedad de MBG De Tomaso, pero en 1996, al celebrar su 75.º aniversario, la firma vuelve a utilizar su nombre original, el de: Moto Guzzi SpA. En 1996, De Tomaso se convierte en 'Trident Rowan Group', también conocido como TRG.

## 2000-2004 - Los años Aprilia
Bajo el mando de Ivano Beggio, Aprilia SpA adquiere 'Moto Guzzi SpA' el 14 de abril de 2000 por $ 65 millones. Según el comunicado de prensa original, la intención era que Moto Guzzi mantendría su sede en Mandello del Lario y compartiría los avances tecnológicos de Aprilia, la R&D, y los recursos financieros. La fusión duraría muy poco tiempo. Aprilia tropezó financieramente y al mismo tiempo intenta diversificar su producción en otras áreas de fabricación. Amén de esto, las nuevas leyes italianas requieren cascos para motociclistas y el aumento de las tasas de seguros para los motociclistas adolescentes, reducen las ventas severamente y afecta la rentabilidad de la empresa. Sin embargo, Aprilia invierte grandes sumas de dinero para la renovación de la planta de Moto Guzzi en Mandello. Estas renovaciones culminan en una oferta por parte del grupo empresario Ducati Motor. También se interesa Kymco y la filial BRP Rotax. La línea de montaje de Moto Guzzi, permanece cerrada durante un corto período en marzo de 2004, debido a las dificultades financieras.

## 2004 en adelante - Los años Piaggio
El 30 de diciembre de 2004, Piaggio & Co. SpA adquiere Aprilia-Moto Guzzi y, por tanto, pasa a ser el mayor fabricante de motocicletas de Europa. Moto Guzzi Sp. Se convierte oficialmente en un accionista de Piaggio, parte de Immsi Inversiones SpA, lo que ha permitido la introducción de una serie de nuevos modelos competitivos y de rápida sucesión.
En noviembre de 2007, Moto Guzzi dio a conocer la temática retro 2008 V7 Classic en la motocicleta y el espectáculo de Fabricantes de Bicicletas en Milán, Italia. Estaba disponible en Europa a mediados de 2008, y Moto Guzzi ha anunciado planes a finales de 2008 para que esté disponible para los compradores de Estados Unidos. [11]

### Innovaciones técnicas
Eje compacto de reacción

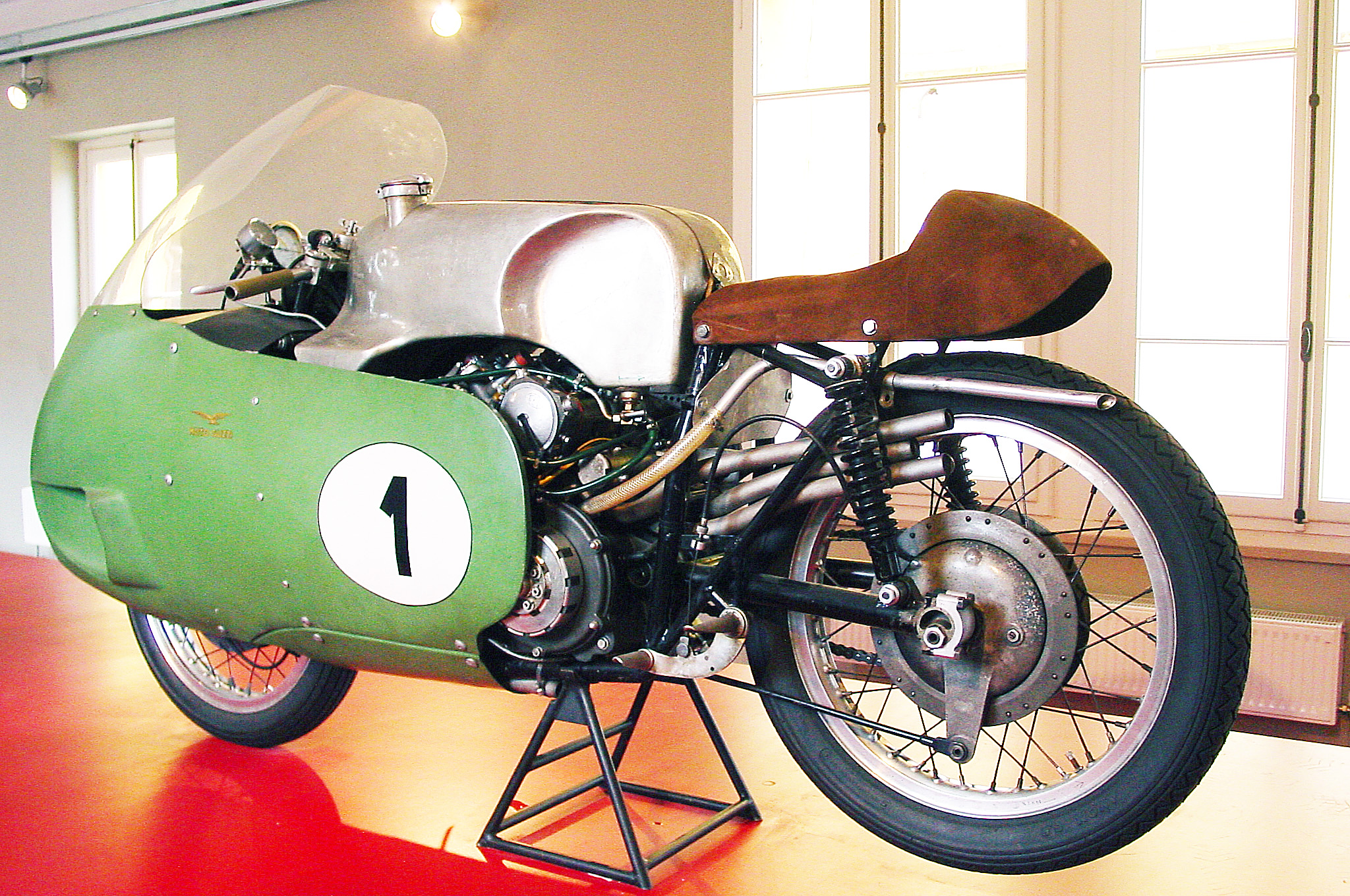
The DOHC V8 Grand Prix Motorcycle: 170 mi/h in 1957

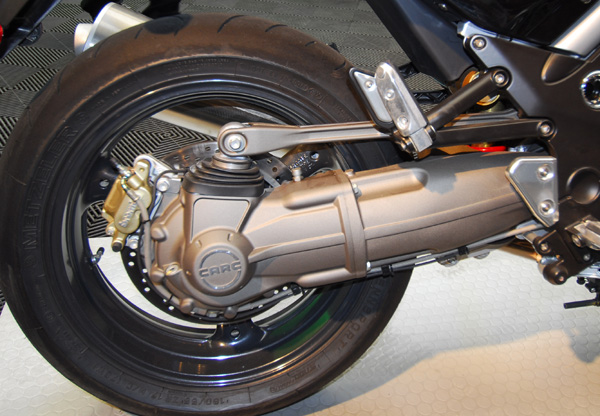
Griso 1100 CARC: Compact Reactive Drive Shaft.

Por encima de cierto nivel de potencia, las fuerzas presentes en el eje de tracción, puede desestabilizar la suspensión y por lo tanto la motocicleta.

## Producciones

### Los más significativos modelos de serie

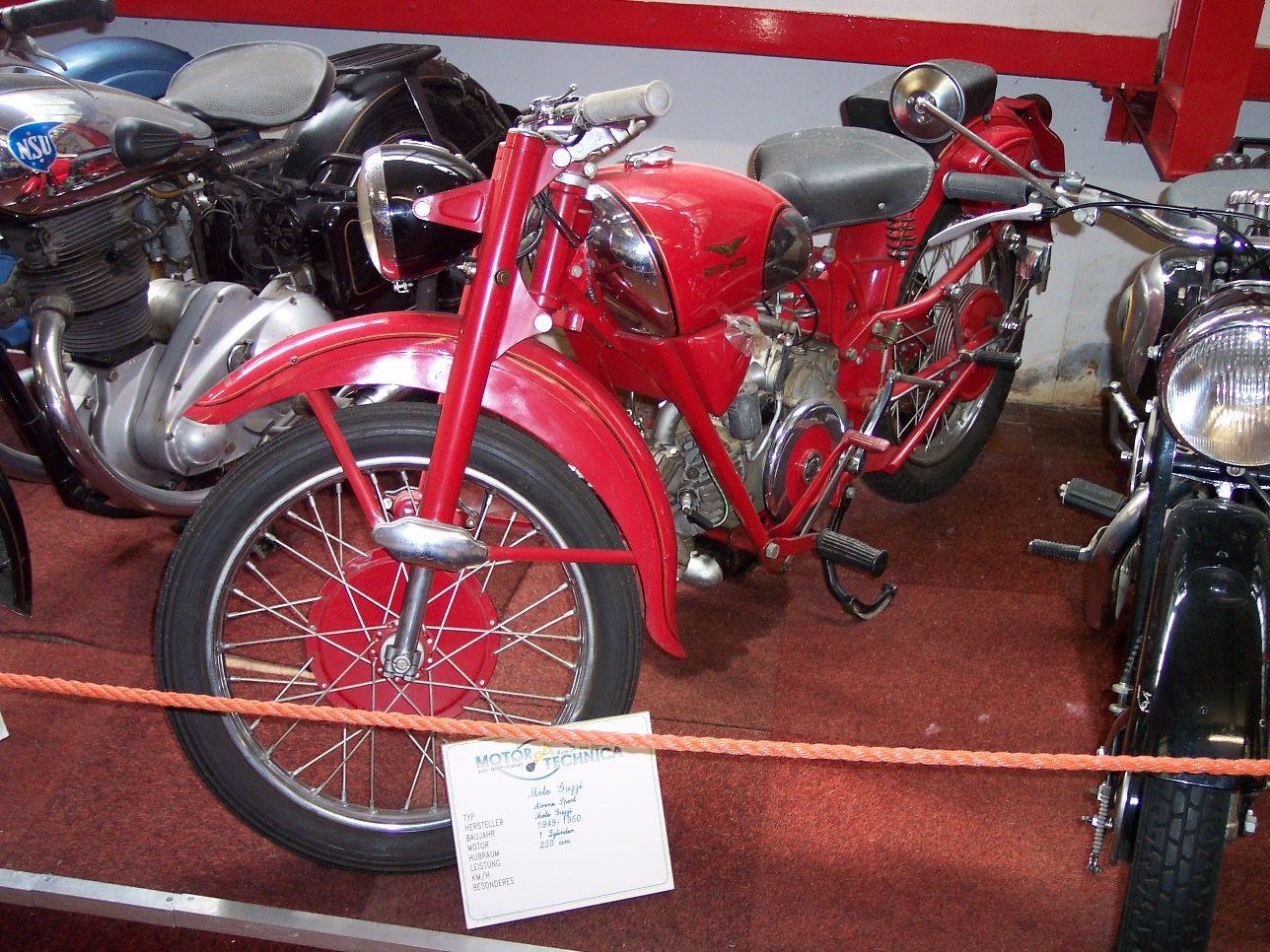
Moto Guzzi Airone Sport, 1949.

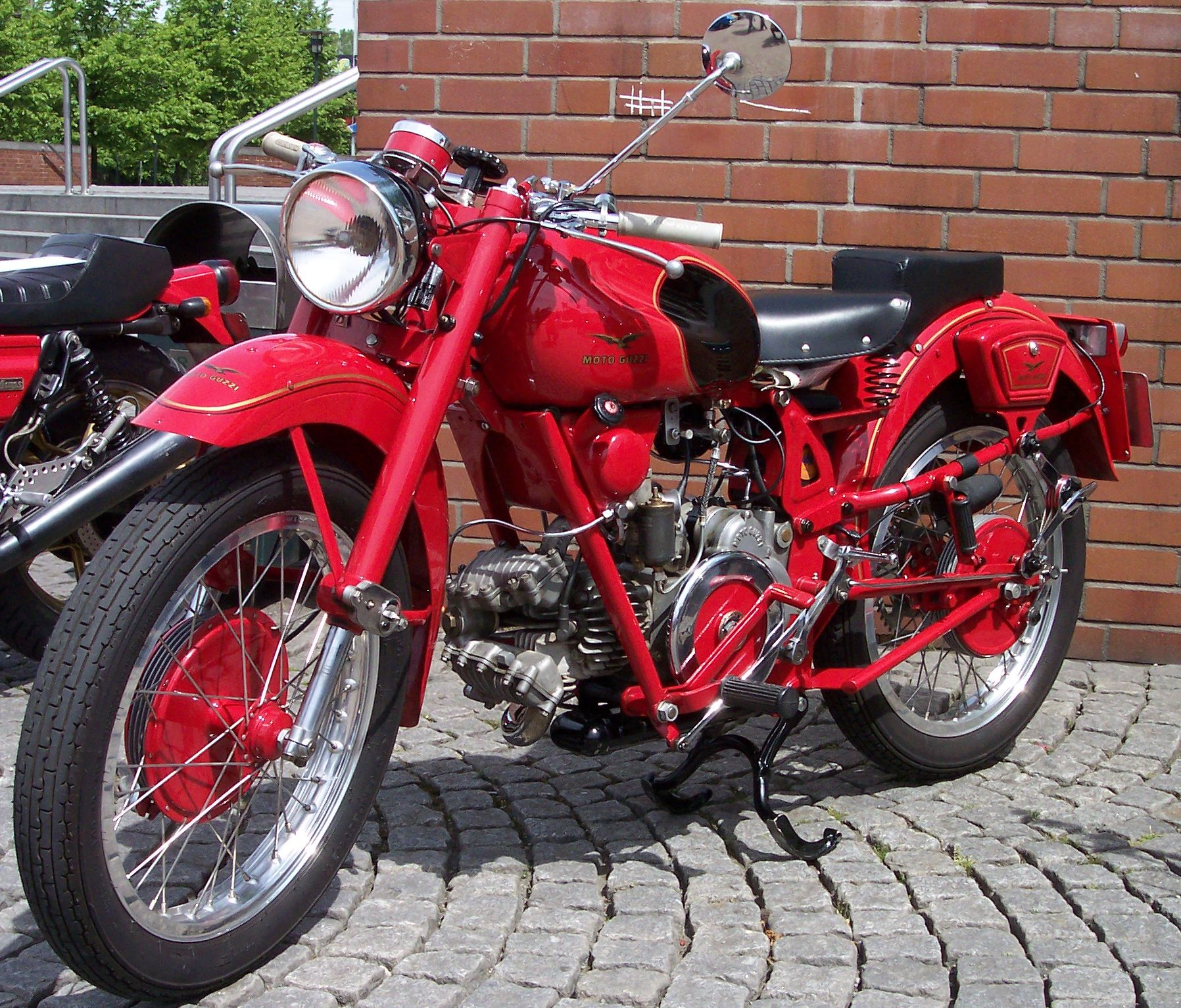
Moto Guzzi Falcone.

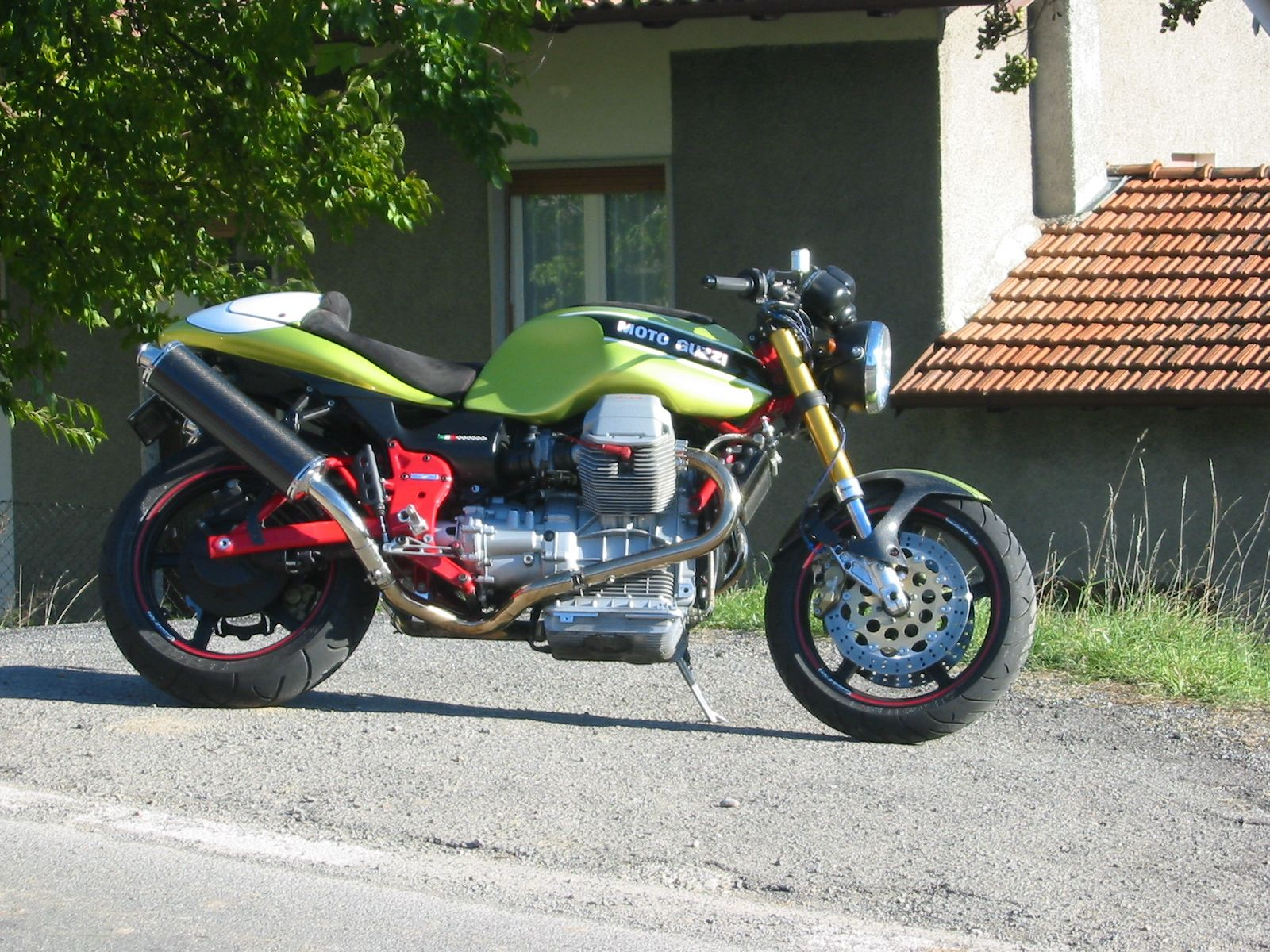
Moto Guzzi V11 modificada Special.

| Nombre modelo                                       | Cilindrada  | Producto inicio | final |
| --------------------------------------------------- | ----------- | --------------- | ----- |
| Normale                                             | (498,4 cc)  | 1921            | 1924  |
| Sport 15                                            | (498,4 cc)  | 1923            | 1928  |
| GT "Norge"                                          | (498,4 cc)  | 1928            | 1930  |
| Sport 14                                            | (498,4 cc)  | 1929            | 1930  |
| Sport 15                                            | (498,4 cc)  | 1931            | 1939  |
| GT 17 500 cc                                        | (499 cc)    | 1932            | 1939  |
| GTS                                                 | (498,4 cc)  | 1934            | 1940  |
| Alce                                                | (498,4 cc)  | 1939            | 1945  |
| Airone                                              | (246 cc)    | 1939            | 1957  |
| Dondolino 500 cc                                    | (499 cc)    | 1946            | 1951  |
| Motoleggera 65 cc                                   | (64 cc)     | 1946            | 1954  |
| Astore                                              | (498,4 cc)  | 1949            | 1953  |
| Falcone                                             | (498,4 cc)  | 1950            | 1967  |
| Galletto 160 cc (rosso avorio)                      | (159,5 cc)  | 1950            | 1952  |
| Galletto 175 cc (colore avorio)                     | (175 cc)    | 1952            | 1954  |
| Galletto 192 cc (colore grigio-agata e rosso-fuoco) | (192 cc)    | 1954            | 1966  |
| Cardellino 73 cc                                    | (73 cc)     | 1956            | 1965  |
| Zigolo                                              | (98 cc)     | 1953            | 1966  |
| Zigolo 110                                          | (110 cc)    | 1959            | 1966  |
| Lodola Sport                                        | (175 cc)    | 1956            | 1966  |
| Stornello 125 cc                                    | (123,1 cc)  | 1960            | 1975  |
| Dingo 3 marce                                       | (48,89 cc)  | 1963            | 1976  |
| Dingo 4 marce                                       | (48,89 cc)  | 1963            | 1976  |
| Dingo M                                             | (50 cc)     | 1969            | 1972  |
| Dingo MM                                            | (50 cc)     | 1973            | 1974  |
| Dingo Sport                                         | (49 cc)     |                 | 1966  |
| Dingo Super Sport                                   | (49 cc)     |                 | 1967  |
| Dingo GT                                            | (49 cc)     | 1967            | 1969  |
| Dingo GT (nuovo)                                    | (49 cc)     | 1970            |       |
| Dingo Super 3v                                      | (49 cc)     | 1966            | 1967  |
| Dingo Super 4v                                      | (49 cc)     | 1968            |       |
| Dingo Cross                                         | (49 cc)     | 1967            | 1969  |
| Dingo Cross (nuovo)                                 | (49 cc)     | 1970            | 1974  |
| Dingo-3V                                            | (50 cc)     | 1974            |       |
| Trotter Special M                                   | (48,89 cc)  | 1966            | 1973  |
| V7 700cc                                            | (703,72 cc) | 1967            | 1977  |
| V7 Special 750                                      | (757,49 cc) | 1968            | 1974  |
| V7 750 Sport                                        | (748,39 cc) | 1971            | 1973  |
| Moto Guzzi 850 GT                                   |             | 1972            | 1974  |
| Moto Guzzi 850 California                           |             | 1974            | 1975  |
| Nuovo Falcone 500                                   | (499 cc)    | 1971            | 1976  |
| V850 Le Mans                                        | (844,05 cc) | 1975            | 1980  |
| 1000 SP                                             | (948,8 cc)  | 1977            | 1985  |
| V50                                                 | (490,29)    | 1977            | 1979  |
| V35                                                 | (346,2 cc)  | 1977            | 1980  |
| V1000 Idroconvert                                   | (948,8 cc)  | 1971            | 1980  |
| V1000 G5                                            |             | 1979            | 1985  |
| V50 Monza                                           | (490,29 cc) | 1980            | 1985  |
| Le Mans III                                         | (844 cc)    | 1980            | 1985  |
| California II                                       | (948,8 c)   | 1981            | 1987  |
| V65                                                 | (643,4 cc)  | 1982            | 1987  |
| Ts 250                                              | (232 cc)    | 1977            | 1980  |
| V35 Custom                                          | (346,2 cc)  | 1982            | 1987  |
| 850 T5                                              | (844,05 cc) | 1983            | 1987  |
| V65 Lario                                           | (643,4 cc)  | 1984            | 1989  |
| Le Mans 1000                                        | (948,8 cc)  | 1984            | 1988  |
| California III                                      | (948,8 cc)  | 1987            | 1993  |
| 1000 GT                                             | (949 cc)    | 1987            | 1993  |
| Nevada 350                                          | (346,2 cc)  | 1991            | 2001  |
| Daytona 1000 IE                                     | (992 c)     | 1992            | 1999  |
| 1100 Sport                                          | (1064 cc)   | 1994            | 2000  |
| V10 Centauro                                        | (992 cc)    | 1996            | 2001  |
| Quota 1000                                          | (992)       | 1992            | 1997  |
| Quota 1100 ES                                       | (1064)      | 1998            | 2001  |
| V11 Sport/V11 Le Mans                               | (1064 cc)   | 1998            | 2006  |

### Gama actual
- Nevada Club 750  (744 cc) 2007

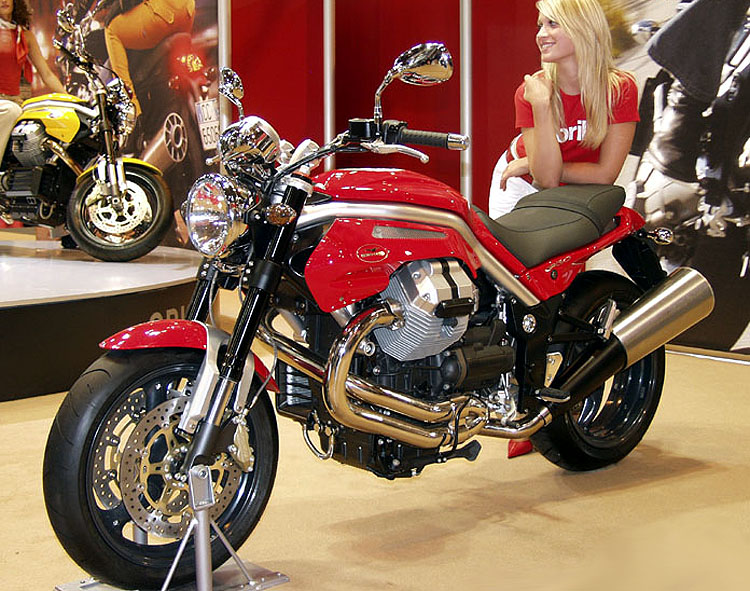
Guzzi Griso

- Nevada Classic 750 i.e. (744 cc) 2006
- Nevada Anniversario (744 cc) 2010
- California - California EV - California EV Touring (1064 cc)
- California Vintage (1064 cc) 2005 -
- Breva V750 i.e. (744 cc) 2003 -
- Breva V750 Touring (744 cc) 2006 -
- Breva 850 (877cc) 2006 -
- Breva V1100 (1064 cc) 2005 -
- Breva V1200 (1151 cc) 2007 -
- 1200 Sport (1151 cc) 2006 -
- Griso 850 (877cc) 2006 -
- Griso 1100 (1064 cc) 2005 -
- Norge 1200 (1151 cc) 2006 -
- MGS-01 Corsa (no homologada para uso rural, es un modelo de competición disponible en la casa madre) (1225 cc) 2005 -
- Norge 850 (877 cc) 2007 -
- Bellagio 940 (936 cc) 2007 -
- Griso 1200 8V (1151 cc) 2007 -
- California Classic 1100cc (1064 cc) 2007 -
- V7 Classic (744 cc) 2007 -
- V7 Racer (744 cc) 2010 -
- Stelvio 1200 8V (1151 cc) 2007 -
- 1200 Sport 8v (1151 cc) 2008 -
- V85 TT (853 cc) 2019 -

### Modelos de competición
- C 4V (500 cc) 1924-1927
- 250 cc SS 1928-1933
- 250 cc Compressore 1938
- Albatros (250 cc ) 1928-1933
- Bicilindrica (500 cc) 1933-1951
- Condor  (500 cc) 1939-1948
- Dondolino (500 cc) 1946-1951
- Gambalunga (500 cc) 1946-1951
- Gambalunghino (250 cc) 1949-1952

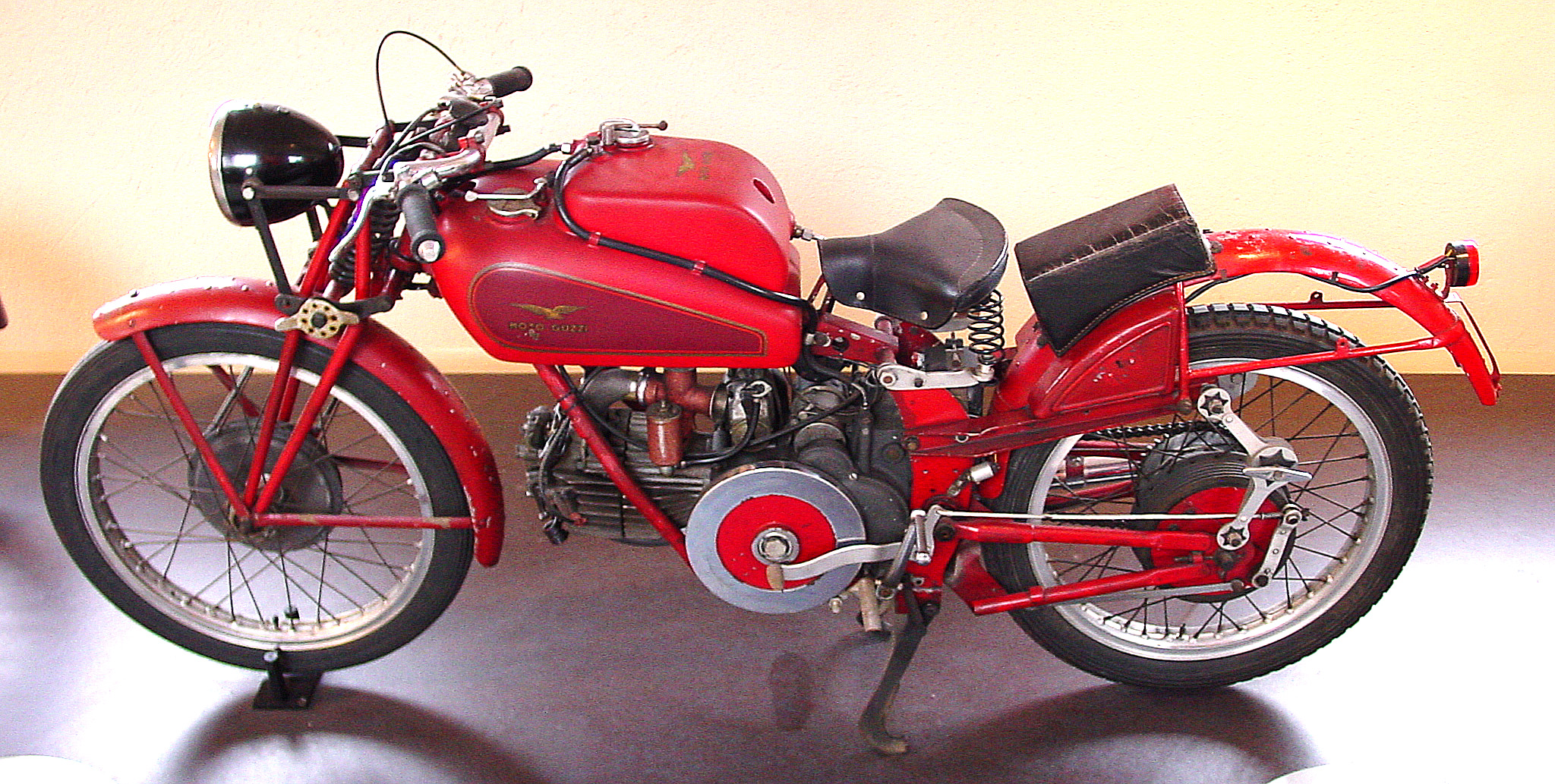
Moto Guzzi 500 Condor del 1939.

- Quattro Cilindri (500 cc) 1952-1954
- Bialbero (250 cc) 1953-1955
- Bialbero (350 cc) 1954-1957
- Otto Cilindri (500 cc) 1955-1957

A fines de 1957 la casa motociclista italiana a causa de los costos decide abstenerse de menos velocidad y estipulan un pacto en ese sentido.
- MGS-01 Corsa (1225 cc) 2004 -

### Modelos militares
- G.T. 17 (500 cc) 1932-1939
- G.T. 20 (500 cc) 1938
- Alce (500 cc) 1939-1945

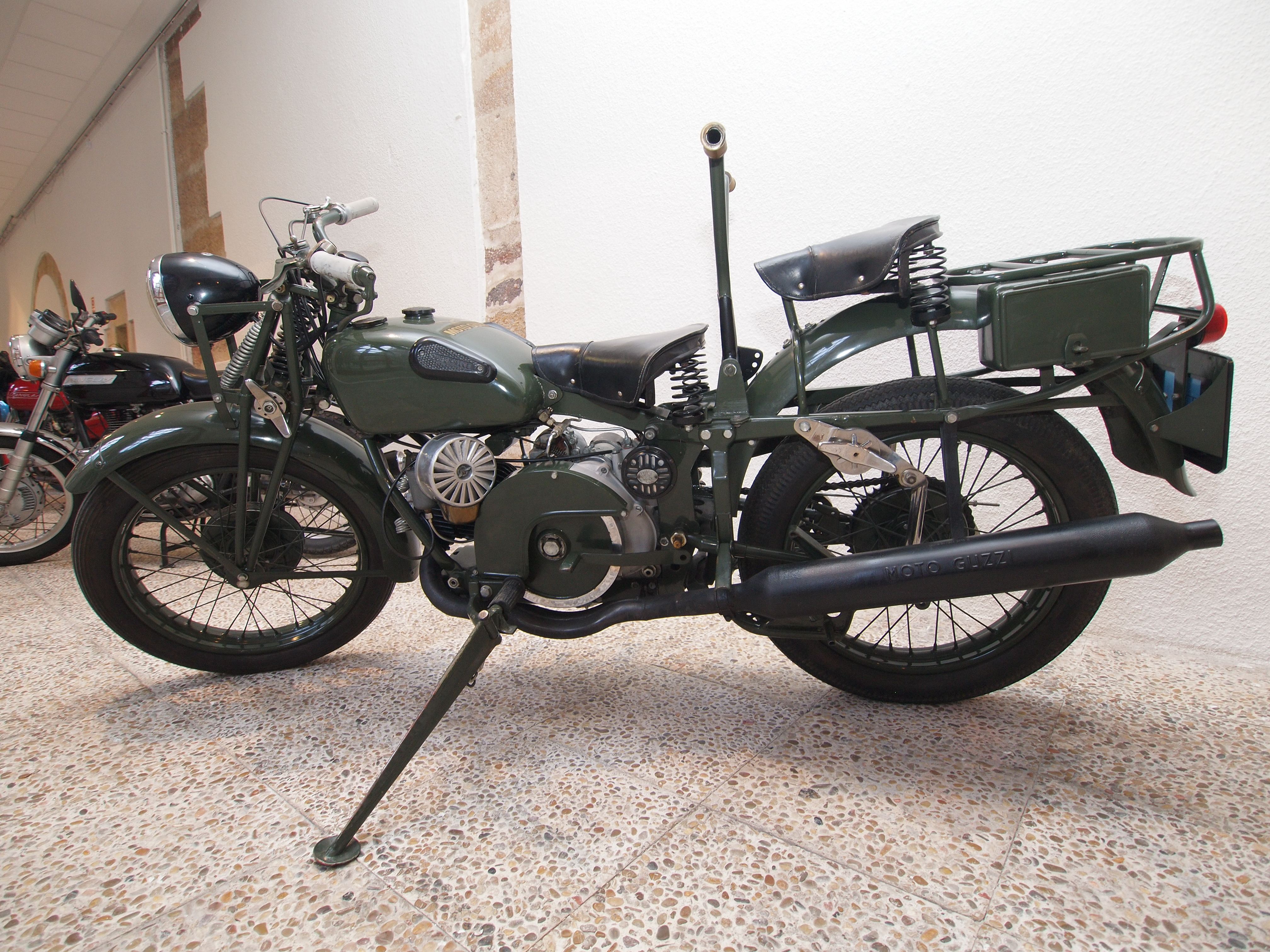
Guzzi Alce 500 de uso militar

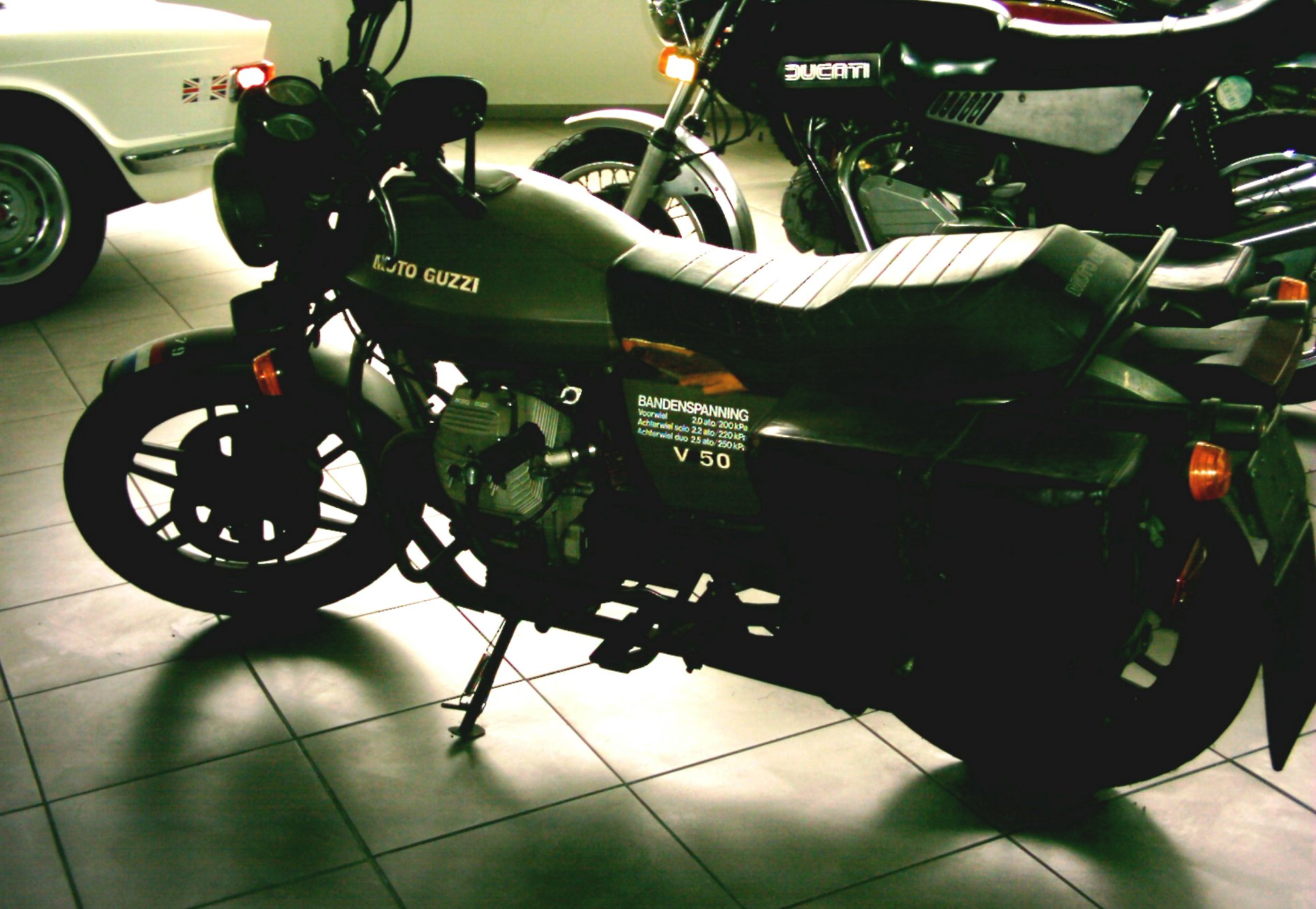
Guzzi V50 militar.

- Trialce (500 cc) (motocarro) 1940-1943
- Superalce (500 cc) 1946-1957
- Falcone militare (500 cc) 1950-1967
- Airone militare (250 cc) 1940-1957
- Autoveicolo da montagna 3 X 3 (754 cc) 1960-1963
- V7 militare (700, 750, 850, 1100 cc) 1967 - 20..
- Nuovo Falcone militare (500 cc) 1970-1976
- V 50 PA (500, 350, 650 cc) 1983 - 20..
- 750 NTX (750 cc) 1990 - 20..
- Breva 750 2006 para policía municipal o local
- Norge 1200 2007 para policía municipal o local
- California Vintage 2008 para el Regimiento Corazzieri
- Norge 1200 2008 para la Policía del Estado